# Lothar Emrich

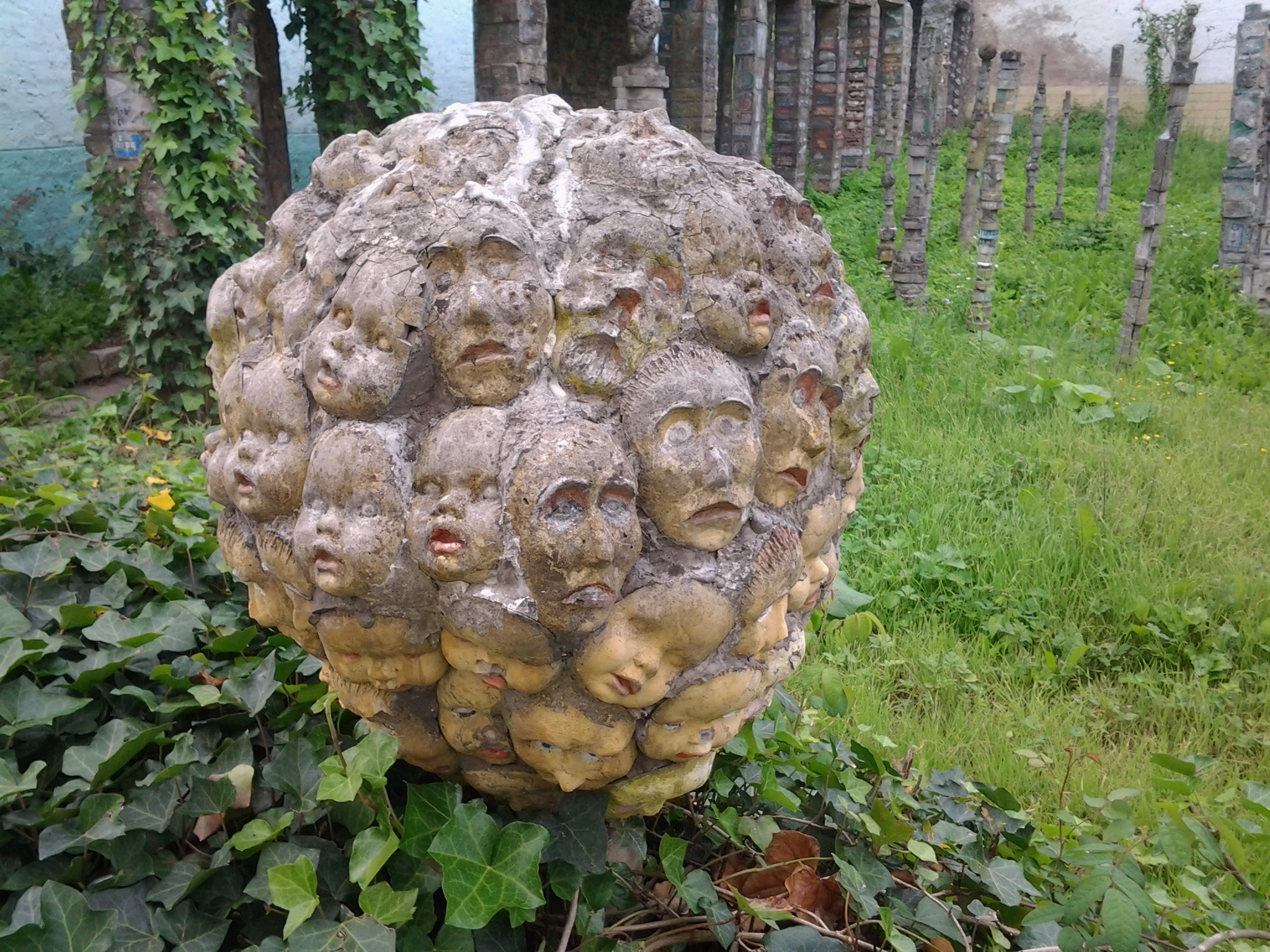
Detailansicht des Skulpturengartens 2014

Lothar Emrich (* 13. März 1943 in Godelhausen; † 9. Dezember 2012 ebenda) war ein deutscher Künstler.

## Leben
Nach dem Abitur am Gymnasium in Kusel 1955 studierte Lothar Emrich zunächst an den Universitäten Mainz und Heidelberg Graphik, Kunstgeschichte und Kunsterziehung.
1964 schloss er sein Studium ab, kehrte nach Godelhausen zurück und arbeitete seit dieser Zeit als freischaffender Künstler. Seit 1978 bis zu seiner Pensionierung im Jahr 2008 unterrichtete er zudem Bildende Kunst am Gymnasium in Kusel.

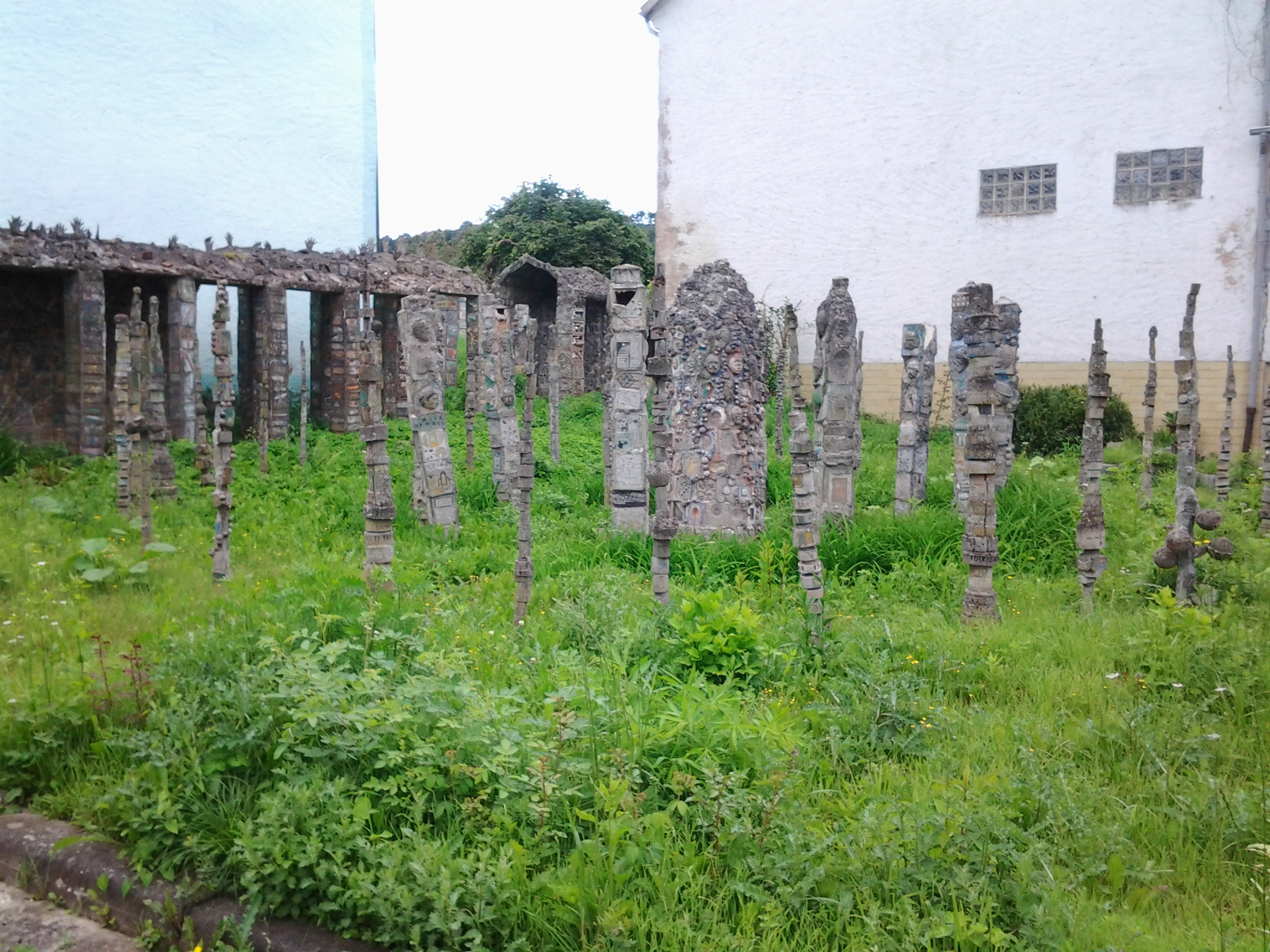
Skulpturengarten 2014

Bereits während seiner Studienzeit im Jahr 1962 fand im Mainzer Gutenberg-Museum die erste Ausstellung seiner Bilder statt. Nach weiteren Ausstellungen im regionalen Raum begann Lothar Emrich ab den 1970er Jahren bundesweit auszustellen (u. a. Schloss Charlottenburg in Berlin, Paulskirche in Frankfurt am Main und Haus der Kunst in München).
In den 1980er Jahren konnte Lothar Emrich seine Werke auch einem internationalen Publikum zugänglich machen (u. a. in Madrid, Barcelona, Bukarest und Zalaergerzeg).
Neben seinen Zeichnungen widmete Lothar Emrich sein künstlerisches Schaffen dem Skulpturengarten vor seinem Haus in Godelhausen.
Lothar Emrich starb in seinem Haus in Godelhausen an den Folgen eines Herzinfarktes.